# 上山口 (葉山町)
上山口（かみやまぐち）は、神奈川県三浦郡葉山町の大字。
上山口の棚田は、にほんの里100選にも選出されており、葉山町の中でも内陸山間部で里山が残る地域。
また、葉山町特産の「葉山牛」の主産地で畜産業をはじめとした農家が点在している地域でもある。
平成初期、神奈川県主導で域内南部山間部の上山口字間門の南部地域において、隣接する葉山町下山口字星山の東南部地域および横須賀市子安の北部地域とともに湘南国際村の開発が行われる。葉山町域側の開発はほほ完成し、
国立大学法人総合研究大学院大学、公益財団法人地球環境戦略研究機関など様々な研究機関、研修所が開設されている。
また、湘南国際村へのアクセス道として県道217号逗子葉山横須賀線が開通している。

## 地理
三浦郡葉山町の南東部に位置し、葉山町一色、下山口、木古庭、および南部を横須賀市と隣接する。
域内中央部を東西にを県道27号が通り、南北に県道217号が走る。県道27号に並行するように下山川が西に向かって東西に流れる。

## 歴史
- 1878年（明治11年） - 上山口村が発足。
- 1889年（明治22年） - 木古庭村、下山口村、一色村、堀内村、長柄村と合併し、葉山村発足。
- 1925年（大正14年） - 町制施行により葉山町上山口となる。
- 1994年（平成6年） - 湘南国際村開村。

## 世帯数と人口
2023年（令和5年）8月1日現在（葉山町発表）の世帯数と人口は以下の通りである。
| 大字   | 世帯数  | 人口    |
| ------ | ------- | ------- |
| 上山口 | 818世帯 | 1,702人 |

### 人口の変遷
国勢調査による人口の推移。
| 年                 | 人口  |
| ------------------ | ----- |
| 1995年（平成7年）  | 2,185 |
| 2000年（平成12年） | 2,206 |
| 2005年（平成17年） | 2,094 |
| 2010年（平成22年） | 2,022 |
| 2015年（平成27年） | 1,904 |
| 2020年（令和2年）  | 1,766 |

### 世帯数の変遷
国勢調査による世帯数の推移。
| 年                 | 世帯数 |
| ------------------ | ------ |
| 1995年（平成7年）  | 694    |
| 2000年（平成12年） | 741    |
| 2005年（平成17年） | 743    |
| 2010年（平成22年） | 732    |
| 2015年（平成27年） | 727    |
| 2020年（令和2年）  | 718    |

## 事業所
2021年（令和3年）現在の経済センサス調査による事業所数と従業員数は以下の通りである。
| 大字   | 事業所数 | 従業員数 |
| ------ | -------- | -------- |
| 上山口 | 90事業所 | 1,046人  |

### 事業者数の変遷
経済センサスによる事業所数の推移。
| 年                 | 事業者数 |
| ------------------ | -------- |
| 2016年（平成28年） | 86       |
| 2021年（令和3年）  | 90       |

### 従業員数の変遷
経済センサスによる従業員数の推移。
| 年                 | 従業員数 |
| ------------------ | -------- |
| 2016年（平成28年） | 1,190    |
| 2021年（令和3年）  | 1,046    |

## 交通

### 路線バス

#### 京浜急行バス衣笠営業所
- 下り系統：逗15-衣笠駅
  - バス停：「滝の坂」「水源地入口」「新沢」「上山口小学校」（同一系統上りは、すべて逗子駅行きでバス停順序逆）
- 上り系統：汐16-汐入駅
  - バス停：「湘南国際村センター」(途中下山口および横須賀市域を通過)「黄金坂橋」「新沢」「上山口小学校」（同一系統下りは、すべて湘南国際村センター行きでバス停順序逆）

#### 京浜急行バス逗子営業所
- 下り系統：逗16-湘南国際村センター
  - バス停：「滝の坂」「水源地入口」「黄金坂橋」(途中下山口および横須賀市域を通過)「湘南国際村センター」（同一系統上りは、すべて逗子駅行きでバス停順序逆）
- 下り系統：逗25-南郷トンネル経由衣笠駅
  - バス停：「新沢」「上山口小学校」（同一系統上りは、すべて逗子駅行きでバス停順序逆）
- 下り系統：逗26-南郷トンネル経由湘南国際村センター
  - バス停：「黄金坂橋」(途中下山口および横須賀市域を通過)「湘南国際村センター」（同一系統上りは、すべて逗子駅行きでバス停順序逆）

湘南国際村センター行きのバスは、「黄金坂橋」と「湘南国際村センター」の間において「湘南国際村間門沢調整池」と「湘南国際村つつじが丘」バス停があるが、
いずれも下山口に所在しており、「湘南国際村間門沢調整池」と「湘南国際村つつじが丘」の間の交差点付近は横須賀市を通過する。

### 高速バス

#### 横浜駅（YCAT）葉山・横須賀西地区線
葉山町上山口では「湘南国際村センター」に停車。横浜からは下車のみ、横浜へは乗車のみ。

### 道路
- 県道27号
- 県道217号

## 施設
- 葉山町立上山口小学校
- 葉山町　上山口児童館

### 湘南国際村域内施設
- 国立大学法人総合研究大学院大学
- 公益財団法人地球環境戦略研究機関
- 中央福祉学院
- レクトーレ葉山 湘南国際村（旧IPC生産性国際交流センター）
- 湘南国際村センター
- NEXUS HAYAMA（第一三共研修所）

## その他

### 日本郵便
- 郵便番号 : 240-0115[3]（集配局 : 葉山郵便局[13]）。